# Dołżanka (gmina)
Gmina Dołżanka – dawna gmina wiejska funkcjonująca w latach 1941–1944 pod okupacją niemiecką w Polsce. Siedzibą gminy była Dołżanka.
Gmina Dołżanka została utworzona przez władze hitlerowskie z terenów okupowanych przez ZSRR w latach 1939–1941, stanowiących przed wojną gminę Janówka oraz część gminy Kozłów II (Domamorycz) w powiecie tarnopolskim w woj. tarnopolskim.
Gmina weszła w skład powiatu tarnopolskiego (Kreishauptmannschaft Tarnopol), należącego do dystryktu Galicja w Generalnym Gubernatorstwie. W skład gminy wchodziły miejscowości: Dołżanka, Domamorycz, Draganówka, Janówka, Kutkowce, Poczapińce i Zabojki.
Po wojnie obszar gminy wszedł w struktury administracyjne ZSRR.